# Samsons-Lion
Samsons-Lion é uma comuna francesa na região administrativa da Nova Aquitânia, no departamento dos Pirenéus Atlânticos. Estende-se por uma área de 4,92 km². Em 2010 a comuna tinha 90 habitantes (densidade: 18,3 hab./km²).